# Ctimene colenda
Ctimene colenda là một loài bướm đêm trong họ Geometridae.